# Westmorland County
Westmorland County liegt im Südosten der kanadischen Provinz New Brunswick an der Grenze zur östlichen Nachbarprovinz Nova Scotia. Größte Stadt ist Moncton, der Countysitz liegt in Dorchester. Der County hat 149.623 Einwohner (Stand: 2016).
2011 betrug die Einwohnerzahl 144.158 auf einer Fläche von 3.662,02 km².

## Städte und Gemeinden
| Name            | Status          | Fläche km² | Einwohner | Ew./km² |
| --------------- | --------------- | ---------- | --------- | ------- |
| Moncton         | Stadt           | 141,17     | 69.074    | 489,3   |
| Dieppe          | Stadt           | 51,17      | 23.310    | 455,5   |
| Beaubassin East | Rural community | 291,04     | 6.200     | 21,3    |
| Shediac         | Kleinstadt      | 11,97      | 6.053     | 505,6   |
| Sackville       | Kleinstadt      | 74,32      | 5.558     | 74,8    |
| Memramcook      | Dorf            | 185,71     | 4.831     | 26,0    |
| Cap-Pelé        | Dorf            | 23,78      | 2.256     | 94,9    |
| Salisbury       | Dorf            | 13,68      | 2.208     | 161,4   |
| Petitcodiac     | Dorf            | 17,22      | 1.429     | 83,0    |
| Dorchester      | Dorf            | 5,74       | 1.167     | 203,3   |
| Port Elgin      | Dorf            | 2,61       | 418       | 160,1   |